# Clotilde Esposito
Vous pouvez aider à l'améliorer ou bien discuter des problèmes sur sa page de discussion.
- Son texte doit être wikifié : il ne correspond pas à la mise en forme Wikipédia (style, typographie, liens internes, liens entre les wikis, etc.). (Marqué depuis avril 2024)
- Il n’est pas rédigé dans un style encyclopédique. (Marqué depuis avril 2024)
- La traduction doit être revue. Le contenu est difficilement compréhensible à cause d’erreurs de traduction, peut-être dues à l’utilisation d’un logiciel de traduction automatique. (Marqué depuis avril 2024)
- Il est orphelin : moins de trois articles lui sont liés. Aidez à ajouter des liens en plaçant le code [[Clotilde Esposito]] dans les articles relatifs au sujet. (Marqué depuis février 2024)

Pour les articles homonymes, voir Esposito.
Clotilde Esposito (née le 20 avril 1997 à Naples) est une actrice italienne, active dans le domaine de la télévision et du cinéma.

## Biographie
Née à Naples en 1997, Clotilde Esposito  a étudié le théâtre à l'École de cinéma, théâtre et danse « La Ribalta » de Castellammare di Stabia de 2012 à 2017 et diplômé en droit. En 2012, elle incarne le personnage de Greta Fournier adolescente dans le feuilleton Un posto al sole,. L'année suivante, il participe à la fiction Pupetta - Il courage e lapassion et en 2014 il fait partie du casting du film Milionari par Alessandro Piva. En 2015, il participe à un atelier à l'école de théâtre La Ribalta avec le directeur de casting Pino Pellegrino et la fiction Sotto copertura. Entre 2014 et 2017, il a participé à Furore tandis qu'à partir de 2020, elle fera partie du casting de Mare fuori.

## Filmographie

### Cinéma
- Milionari, regia di Alessandro Piva (2014)

### Télévision
- Un posto al sole - serie TV (2012)
- Pupetta - Il coraggio e la passione - miniserie TV (2013)
- Sotto copertura - serie TV (2015)
- Furore - serie TV (2014-2017)
- Mare fuori, première saison - en cours